# Juan Venegas
Juan Evangelista Venegas Trinidad (* 2. Juni 1929 in Río Piedras; † 16. April 1987 in San Juan) war ein puerto-ricanischer Boxer.

## Biografie
Juan Venegas kam in der damals eigenständigen Gemeinde Río Piedras (heute Teil von San Juan) zur Welt. Straßenkämpfe gehörten damals oft zum Alltag und viele Jugendliche sahen den Boxsport als einen Weg zu einem besseren Leben. So auch Venegas, dessen Vorbild Sixto Escobar war. Venegas Leistungen im Boxsport zogen die Aufmerksamkeit des Olympischen Komitees der Insel auf sich und so wurde er für die puerto-ricanische Delegation bei den Olympischen Sommerspielen 1948 in London nominiert. Im Bantamgewicht gewann er die Bronzemedaille, die zugleich die erste Medaille Puerto Ricos bei Olympischen Spielen war.
Nach seiner Rückkehr wurde er Profiboxer und trat im Feder- sowie im Bantamgewicht in 32 Kämpfen an. Am 16. April 1987 stürzte Venegas in seinem Haus und starb infolge eines Schädelbruchs.
Zu Ehren seiner Erinnerung sponsert der puerto-ricanische Boxverband ein Turnier, welches nach ihm benannt ist und der Vorbereitung für zukünftige olympische Boxer dient.